# Njurunda, Indals och Ljustorps tingslags valkrets
Njurunda, Indals och Ljustorps tingslags valkrets var i valen till andra kammaren 1890–1908 en egen valkrets med ett mandat. Valkretsen, som ungefär motsvarade den kustnära landsbygden i Medelpad (med undantag för Sköns tingslag runt Sundsvall, vilken bildade egen valkrets), avskaffades vid införandet av proportionellt valsystem i valet 1911 och uppgick då i Medelpads valkrets. 

## Riksdagsmän
- Erik Ahlgren, nya lmp (1891–1893)
- Erik Eriksson, folkp 1895–1899 (1894–1899)
- Erik Åkerlind, lib s (1900–1905)
- Robert Karlsson, lib s (1906–1911)

## Valresultat

### 1896
| Andrakammarvalet i Sverige 1896: Njurunda, Indals och Ljustorps tingslags valkrets | Andrakammarvalet i Sverige 1896: Njurunda, Indals och Ljustorps tingslags valkrets | Andrakammarvalet i Sverige 1896: Njurunda, Indals och Ljustorps tingslags valkrets | Andrakammarvalet i Sverige 1896: Njurunda, Indals och Ljustorps tingslags valkrets | Andrakammarvalet i Sverige 1896: Njurunda, Indals och Ljustorps tingslags valkrets | Andrakammarvalet i Sverige 1896: Njurunda, Indals och Ljustorps tingslags valkrets |
| Parti                                                                              | Parti                                                                              | Kandidat                                                                           | Röster                                                                             | %                                                                                  | ±                                                                                  |
| ---------------------------------------------------------------------------------- | ---------------------------------------------------------------------------------- | ---------------------------------------------------------------------------------- | ---------------------------------------------------------------------------------- | ---------------------------------------------------------------------------------- | ---------------------------------------------------------------------------------- |
|                                                                                    | Folkpartiet                                                                        | Erik Eriksson                                                                      | 592                                                                                | 62,3                                                                               |                                                                                    |
|                                                                                    | Partilös högerfrihandlare                                                          | N.P. Bergström i Njurunda                                                          | 351                                                                                | 36,9                                                                               |                                                                                    |
|                                                                                    | Annat                                                                              | Övriga kandidater                                                                  | 8                                                                                  | 0,8                                                                                |                                                                                    |
| Valdeltagande                                                                      | Valdeltagande                                                                      | Valdeltagande                                                                      | 954                                                                                | 67,8                                                                               |                                                                                    |

- 3 röster kasserades.

### 1899
| Andrakammarvalet i Sverige 1899: Njurunda, Indals och Ljustorps tingslags valkrets | Andrakammarvalet i Sverige 1899: Njurunda, Indals och Ljustorps tingslags valkrets | Andrakammarvalet i Sverige 1899: Njurunda, Indals och Ljustorps tingslags valkrets | Andrakammarvalet i Sverige 1899: Njurunda, Indals och Ljustorps tingslags valkrets | Andrakammarvalet i Sverige 1899: Njurunda, Indals och Ljustorps tingslags valkrets | Andrakammarvalet i Sverige 1899: Njurunda, Indals och Ljustorps tingslags valkrets |
| Parti                                                                              | Parti                                                                              | Kandidat                                                                           | Röster                                                                             | %                                                                                  | ±                                                                                  |
| ---------------------------------------------------------------------------------- | ---------------------------------------------------------------------------------- | ---------------------------------------------------------------------------------- | ---------------------------------------------------------------------------------- | ---------------------------------------------------------------------------------- | ---------------------------------------------------------------------------------- |
|                                                                                    | Liberala samlingspartiet                                                           | Erik Åkerlind                                                                      | 498                                                                                | 51,9                                                                               |                                                                                    |
|                                                                                    | Annat                                                                              | J.P. Öberg i Östbyn                                                                | 398                                                                                | 41,5                                                                               |                                                                                    |
|                                                                                    | Annat                                                                              | M. Söderberg                                                                       | 54                                                                                 | 5,6                                                                                |                                                                                    |
|                                                                                    | Annat                                                                              | Övriga kandidater                                                                  | 10                                                                                 | 1,0                                                                                |                                                                                    |
| Valdeltagande                                                                      | Valdeltagande                                                                      | Valdeltagande                                                                      | 965                                                                                | 61,9                                                                               |                                                                                    |

Valet ägde rum den 27 augusti 1899. 5 röster kasserades.

### 1902
| Andrakammarvalet i Sverige 1902: Njurunda, Indals och Ljustorps tingslags valkrets | Andrakammarvalet i Sverige 1902: Njurunda, Indals och Ljustorps tingslags valkrets | Andrakammarvalet i Sverige 1902: Njurunda, Indals och Ljustorps tingslags valkrets | Andrakammarvalet i Sverige 1902: Njurunda, Indals och Ljustorps tingslags valkrets | Andrakammarvalet i Sverige 1902: Njurunda, Indals och Ljustorps tingslags valkrets | Andrakammarvalet i Sverige 1902: Njurunda, Indals och Ljustorps tingslags valkrets |
| Parti                                                                              | Parti                                                                              | Kandidat                                                                           | Röster                                                                             | %                                                                                  | ±                                                                                  |
| ---------------------------------------------------------------------------------- | ---------------------------------------------------------------------------------- | ---------------------------------------------------------------------------------- | ---------------------------------------------------------------------------------- | ---------------------------------------------------------------------------------- | ---------------------------------------------------------------------------------- |
|                                                                                    | Liberala samlingspartiet                                                           | Erik Åkerlind                                                                      | 711                                                                                | 66,9                                                                               | +15,0                                                                              |
|                                                                                    | Obundet konservativ                                                                | E. Hägglund                                                                        | 348                                                                                | 32,7                                                                               |                                                                                    |
|                                                                                    | Annat                                                                              | Övriga kandidater                                                                  | 4                                                                                  | 0,4                                                                                |                                                                                    |
| Valdeltagande                                                                      | Valdeltagande                                                                      | Valdeltagande                                                                      | 1,073                                                                              | 67,5                                                                               |                                                                                    |

Valet ägde rum den 7 september 1902. 10 röster kasserades.

### 1905
| Andrakammarvalet i Sverige 1905: Njurunda, Indals och Ljustorps tingslags valkrets | Andrakammarvalet i Sverige 1905: Njurunda, Indals och Ljustorps tingslags valkrets | Andrakammarvalet i Sverige 1905: Njurunda, Indals och Ljustorps tingslags valkrets | Andrakammarvalet i Sverige 1905: Njurunda, Indals och Ljustorps tingslags valkrets | Andrakammarvalet i Sverige 1905: Njurunda, Indals och Ljustorps tingslags valkrets | Andrakammarvalet i Sverige 1905: Njurunda, Indals och Ljustorps tingslags valkrets |
| Parti                                                                              | Parti                                                                              | Kandidat                                                                           | Röster                                                                             | %                                                                                  | ±                                                                                  |
| ---------------------------------------------------------------------------------- | ---------------------------------------------------------------------------------- | ---------------------------------------------------------------------------------- | ---------------------------------------------------------------------------------- | ---------------------------------------------------------------------------------- | ---------------------------------------------------------------------------------- |
|                                                                                    | Liberala samlingspartiet                                                           | Robert Karlsson                                                                    | 716                                                                                | 64,3                                                                               |                                                                                    |
|                                                                                    | Liberala samlingspartiet                                                           | Erik Åkerlind                                                                      | 397                                                                                | 35,7                                                                               | -31,2                                                                              |
| Valdeltagande                                                                      | Valdeltagande                                                                      | Valdeltagande                                                                      | 1,117                                                                              | 68,3                                                                               |                                                                                    |

Valet ägde rum den 17 september 1905. 4 röster kasserades.

### 1908
| Andrakammarvalet i Sverige 1908: Njurunda, Indals och Ljustorps tingslags valkrets | Andrakammarvalet i Sverige 1908: Njurunda, Indals och Ljustorps tingslags valkrets | Andrakammarvalet i Sverige 1908: Njurunda, Indals och Ljustorps tingslags valkrets | Andrakammarvalet i Sverige 1908: Njurunda, Indals och Ljustorps tingslags valkrets | Andrakammarvalet i Sverige 1908: Njurunda, Indals och Ljustorps tingslags valkrets | Andrakammarvalet i Sverige 1908: Njurunda, Indals och Ljustorps tingslags valkrets |
| Parti                                                                              | Parti                                                                              | Kandidat                                                                           | Röster                                                                             | %                                                                                  | ±                                                                                  |
| ---------------------------------------------------------------------------------- | ---------------------------------------------------------------------------------- | ---------------------------------------------------------------------------------- | ---------------------------------------------------------------------------------- | ---------------------------------------------------------------------------------- | ---------------------------------------------------------------------------------- |
|                                                                                    | Liberala samlingspartiet                                                           | Robert Karlsson                                                                    | 638                                                                                | 56,0                                                                               | -8,3                                                                               |
|                                                                                    | Partilös högersinnad                                                               | Mattias Söderberg                                                                  | 502                                                                                | 44,0                                                                               |                                                                                    |
| Valdeltagande                                                                      | Valdeltagande                                                                      | Valdeltagande                                                                      | 1,141                                                                              | 64,5                                                                               |                                                                                    |

Valet ägde rum den 6 september 1908. 1 röst kasserades.